# Beta Cassiopeiae
Pour les articles homonymes, voir Kaf.
Désignations
Beta Cassiopeiae (β Cas / β Cassiopeiae), également nommée Caph, est une étoile variable de la constellation de Cassiopée. D'après la mesure de sa parallaxe annuelle par le satellite Hipparcos, elle est située à ∼ 54,7 a.l. (∼ 16,8 pc) de la Terre.
Beta Cassiopeiae est une étoile géante jaune-blanche de type F, avec une magnitude apparente moyenne de +2,27. Il s'agit d'une étoile variable de type Delta Scuti dont la luminosité varie d'une magnitude de +2,25 à +2,29, avec une période de 2 heures et demie.

## Noms
L'étoile porte le nom traditionnel de Caph, issu de l'arabe al-Kaff [al-H̱aḍīb] et signifiant « la Paume (Teinte au henné) ». Les graphies Chaph, Kaff, Kaf et Shaf apparaissent également dans la littérature, ainsi que Al Sanam al Nakah.
Le nom de Caph a été formellement validé par l'Union astronomique internationale le 20 juillet 2016 . 